# Het Schut

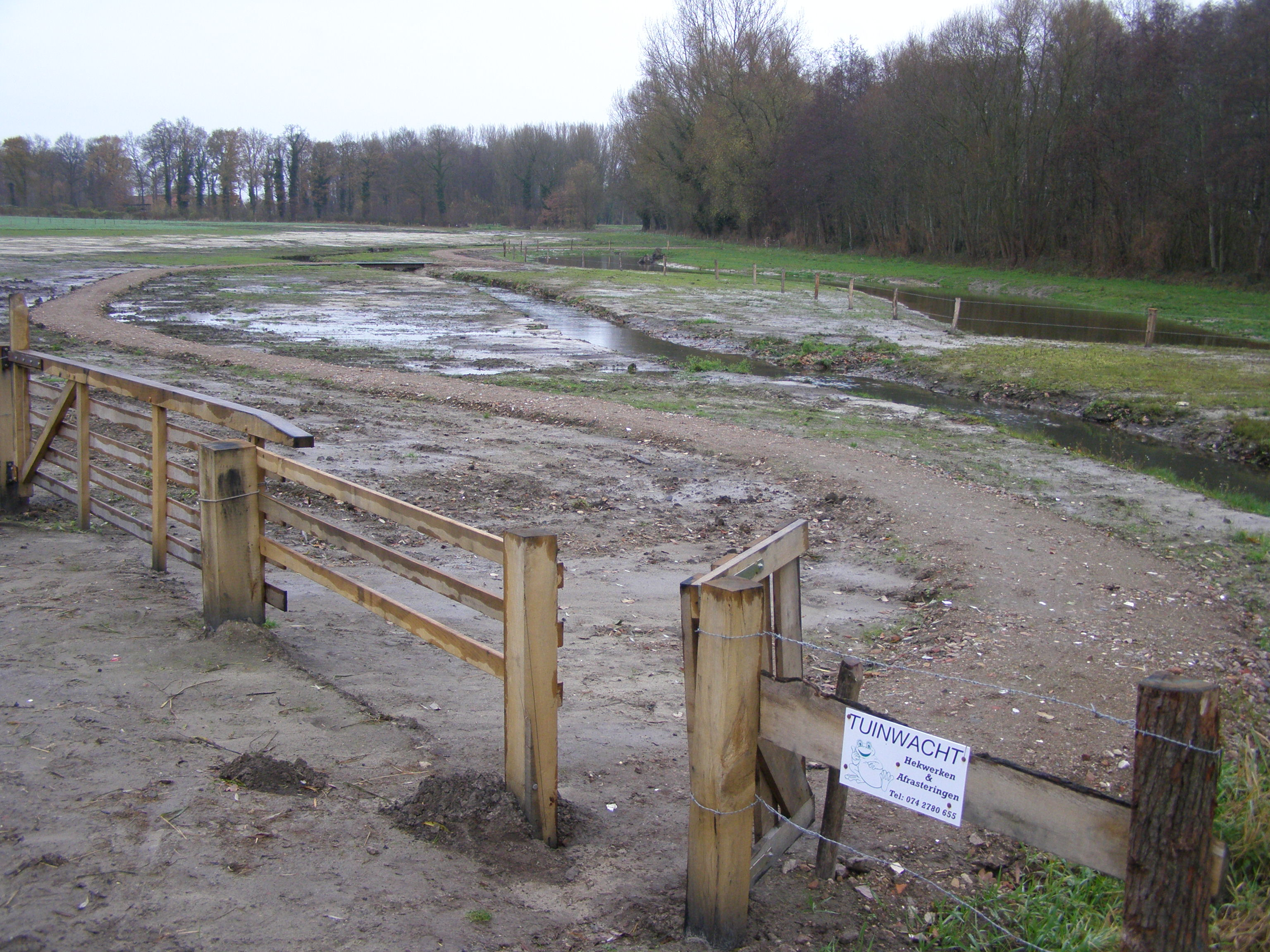
Retentiegebied Het Schut ten noorden van Saasveld

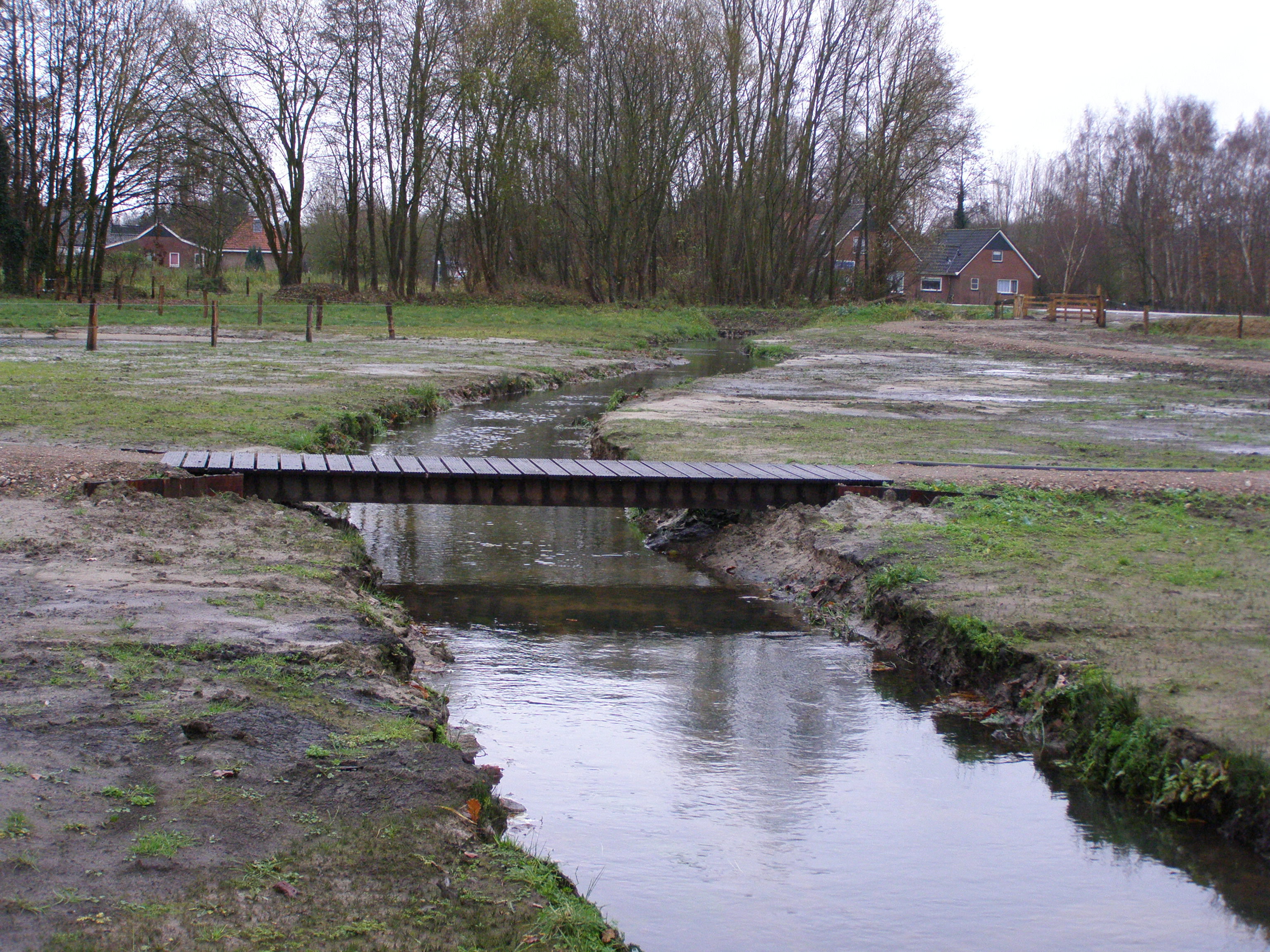
De Saasvelderbeek ter plaatse van Het Schut

Het Schut is de naam van een retentiegebied in de omgeving van Saasveld. Het retentiegebied bestaat uit een laaggelegen gebied dat bij hevige regenval vroeger vaak onderliep. Het ligt in het stroomgebied van de Spikkersbeek op de plaats waar de Saasvelderbeek en de Lemselerbeek samenvloeien en is aangelegd in het jaar 2007 in opdracht van het waterschap Regge en Dinkel.